# Кирдяновский беляк
Кирдяновский беляк (также Кирдановский беляк и Кирдянский беляк) — эрзянское феодальное владение времен Золотой Орды и Русского царства. В документах его население называлось «кирдановой мордвой», «кирдановской мордвой» или «кирдяновской мордвой».

## Описание

### Название
П. К. Напольникова предположила, что название беляка происходит от имени Кирдян, которое носил один из его правителей.
Р. Ж. Баязитов и В. П. Макарихин считают, что название происходит от эрзянского слова «кирдян», означающего «сдерживать».

### Местоположение
Кирдяновский беляк располагался в верховьях реки Тёши и на ее притоках: ручье Елховке (Вонячке) и ручье Озерках — сейчас эти земли являются частью Шатковского района, Нижегородской области.

### Состав
По сведениям XVII века, данный беляк включал в себя земли следующих деревень и их выставок:
- Кардавиль на речке Озерке (как минимум, в 1538—1556 годах деревня не входила в состав беляка и имела своего князя[10]);

- Голевская на Чупалее;
- Порамзина на Чупалее;

- Корина на речке Варварке;
- Пакстянова на реке Тёше, запустела до 1637 года, а современная деревня поставлена русскими крестьянами помещика Глеба Ивановича Морозова;

- Полянка Алаторская, запустела до 1677 года;
- Кинялгуши, запустела до 1641 года;

- Пинетаева на речке Озерке, запустела до 1628 года, а современная деревня поставлена эрзянами Мещерского беляка на запустевших Кирдяновских селищах;

- Кочкоева на Кочкоемке;

- Байкова на речке Рудне, запустела до 1637 года, а современная деревня поставлена русскими крестьянами Троице-Сергиевой лавры;

- Байкова на овраге, запустела после 1677 года.

### Устройство
Во главе Кирдяновского беляка стоял, как правило, татарский князь, которому подчинялся приказчик, ведающий судебными делами, и мордовские сотники, занимающиеся сбором ясака с земских и черных людей на местах.

### Владения
Деревни Кирдяновского беляка, совместно с деревнями других беляков, владели бортными ухожаями в разных уездах.

#### Алатырский уезд
|            | Порасенский беляк                                         | Кельдюшевский беляк | Тургаковский беляк                                        | Тапоснанский беляк                                                                                      | Печерский беляк                            | Сулеменский       |
| ---------- | --------------------------------------------------------- | ------------------- | --------------------------------------------------------- | --- | ------------------------------------------ | ----------------- |
| Корино     | Важдинский/Вожженской/Важдинской ухожай; Миренской ухожай | Пиядемской ухожай   | Важдинский/Вожженской/Важдинской ухожай; Миренской ухожай | - | Важдинский/Вожженской/Важдинской ухожай    | -                 |
| Кардавиль  | Лобаскинской ухожай                                       | Лобаскинской ухожай | Калинерской/Киниберской/Килинерской ухожай                | Каратуналской ухожай; Лобаскинской ухожай; Инзерской ухожай; Калинерской/Киниберской/Килинерской ухожай | Калинерской/Киниберской/Килинерской ухожай | -                 |
| Байкова    | -                                                         | -                   | Пичашнинский ухожай; Кочкарнерской/Качкарнерской ухожай   | Кочкарнерской/Качкарнерской ухожай                                                                      | Пьянянской/Печняльской ухожай              | -                 |
| Пакстянова | -                                                         | -                   | -                                                         | - | -                                          | Леплинской ухожай |

## История

### Предыстория
К 1229 году на землях, где впоследствии возникнет Кирдяновский беляк, располагалась Пургасова волость.

### Золотая Орда
Вероятно, что в XIV—XV вв. Кирдяновский беляк входил в состав тьмы № 3 (по Макарихину) Мещерского юрта, которая имела центр в Саконах.

### Русское царство
Кирдяновский беляк был присоединен к русскому государству в первой половине XV века, во времена правления царя Василия Тёмного. Кирданова мордва упоминается в 1489 году в отписке Федора Хованского, муромского наместника, где тот сообщает Ивану III о пути послов из Ногайской орды — исходя из содержимого этой отписки, исследователи считают, что первым известным наместником или даже владетельным государем этого беляка являлся мордовский князь Ромодан Барлов, возможный предок Ромодановых и Куломзиных:
Государю великому князю Ивану Васильевичю всеа Русии холоп твой, государь, Феодорец Хованской челом бьет. Приехали, государь, к тобе послы из Нагайские Орды, Иваков слуга, а зовут его Чюмгуром, да Мусин мурзин слуга, Адиком зовут, да Емгурчеев мурзин слуга, Тувачем зовут; а всех их, государь, двадцать да два. А сказывают, государь, Волгу возилися под Черемшаны; а провожал их, сказывают, Алказый, да Бегиш, да сын его Утеш, да Чет, да Икайсым Сегит; а провожали их, государь, полем до Суры, до Папулы, до Мордвина; а оттоле, государь, сказывают, ехали на князя на Ромодана, да на Кирданову Мордву, да на Саконы; а нынеча, государь, стоят за рекою против города. И яз, государь, на сю сторону их возити не велел без твоего ведома, и ты, государь, как укажешь.
Впоследствии волостелем стал Митька Пан, а в 1491 году — Никита Васильевич Ознобишин:
Се яз, князь великий Иван Васильевич всея Русии, пожаловал есми Никиту Васильева сына Ознобишина мордовою Кирдановскою в кормление под Митькою под Паном. И вы, все люди тои мордвы, чтите его и слушайте, а он вас ведает и ходит по старой пошлине, как было преж сего. А дана грамота лета 99, мая.
Во времена Ивана Грозного беляком княжил Сумарок Муратов сын Илемшяков, с 1555 года — кадомский мурза Исеней Мокшов сын Бутаков:
Божиею милостию царь и велики князь Иван Васильевич всеа Руссии, Московски, Новогородски, Казански, Астрахански, Псковски, Смоленски, Тверски, Югорски, Пермски, Вятски, Болгарски и иных, пожаловал есми кадомского Исеня-мурзу Мокшова сына Бутакова княженьем над Рзянскою мордвою и Норьяновскаго [Кирдяновского] беляка, как было то княжение за Сумороком князем Муратовым сыном Илемшякова. А имать ему с тое мордвы ясак по старине, по тому ж, как имал Сумарок князь Муратов. А ис того ему ясаку половина давать Суморокову брату новокрещену Степанку Щатку да Сумарокову сыну Исенею-мурзе Мокшову одному. Дана грамота на Москве, лета 7063-го, апреля в 10 день.
А с 1559 года — его брат, Дивей Мокшов сын Бутаков, предок Дивеевых:
Божией милостью царь и великий князь Иван Васильевич всея Руси пожаловал есмь Кадомского Дивея мурзу Мокшева сына Бутакова княжением над Рзянской мордвою Кирдяновского беляка. А судить мордву Дивею князю одному. По царёву и великого князя Ивана Васильевича всея Руси и слову от дворецкого Казанского и Нижегородского и Мщерского [Мещерского] от Михаила Ивановича Волхонского [Волынского] и Кирдяновскую мордву в Арзян сотнику Шонге Тарханову да Мельсане [Молсапе] Ономасову да Кузовату Оленину [Олепину] и всей Кирдяновской мордве – Пожаловал царь и великий князь над княжением Кадомского Дивея Мурзу Мокшева сына Бутакова. И вы все люди Рзяновской мордвы Кирдяновского беляка чтите его и слушайте во всём и ясак ему давайте. Печать приложена лета 7067 апреля в 16 день. Дьяк Фёдор Фатьянов.
Примерно с 1564 года земли как Кирдяновского, так и Саконского и Моргальского беляков вошли в состав Утишного стана новосозданного Арзамасского уезда.